# Ma caméra et moi
Pour plus de détails, voir Fiche technique et Distribution.
Ma caméra et moi est un film français réalisé par Christophe Loizillon et sorti en 2002.

## Fiche technique
Source IMDb
- Titre français : Ma caméra et moi
- Réalisation : Christophe Loizillon
- Scénario : Christophe Loizillon et Santiago Amigorena
- Directeur de la photographie : Aurélien Devaux
- Montage : Sarah Turoche
- Costumes : Françoise Arnaud
- Producteurs : Santiago Amigorena, Yann Gilbert
- Société de production : Macadam Film, Les Films du Rat, La Mouche du Coche Film
- Société de distribution : Rezo Films
- Lieux de tournage : Rue d'Assas, Rue Auguste-Comte et Berges de la Seine à Paris ainsi qu'à l'ancienne caserne Bossut à Pontoise.
- Pays d'origine :  France
- Genre : comédie
- Format : noir et blanc / couleur - 35 mm - son Dolby
- Durée : 85 minutes
- Date de sortie : 10 juillet 2002

## Distribution
Source IMDb
- Zinedine Soualem : Max
- Julie Gayet : Lucie
- Julien Collet : Bruno
- Isabelle Grare : Constance
- Francis Leplay : Le jeune homme
- Chloé Mons : La vendeuse vidéo
- Jacqueline Staup : La mère adoptive
- Frédéric Bonpart : Le paysan
- Marcelle Barreau : la paysanne
- Christophe Loizillon : L'oncle
- Gilles Chevalier : le chirurgien
- Aïcha Soualem : la vraie mère de Max
- Ula Tabari : la femme voilée
- Nicole Gueden